# Goéland de Californie
Larus californicus
Espèce
Statut de conservation UICN

 LC  : Préoccupation mineure
Le Goéland de Californie est une espèce d'oiseaux appartenant à la famille des Laridae.
Cet oiseau peuple l'ouest du continent nord-américain.

## Taxinomie
D'après la classification de référence (version 14.1, 2024) de l'Union internationale des ornithologues, le Goéland de Californie possède 2 sous-espèces (ordre philogénique) :
- Larus californicus californicus Lawrence, 1854 : de l'Est de l'État de Washington à travers le Grand Bassin, jusqu' au centre du Montana, le Wyoming et l'Est de la Californie ;
- Larus californicus albertaensis Jehl, 1987 : du grand lac des Esclaves à travers l'Alberta et l'Ouest du Manitoba au Dakota du Sud.